# Wojciech Witkowski
Wojciech Witkowski (* 1946) ist ein polnischer Rechtshistoriker, emeritierter ordentlicher Professor an der Maria-Curie-Skłodowska-Universität in Lublin, Fakultät für Recht und Verwaltungswissenschaft, ehem. Inhaber des Lehrstuhls für Recht- und Staatsgeschichte und Direktor des Instituts für Geschichte und Theorie des Staates und des Rechts.
Er spezialisiert sich auf Rechtsgeschichte von Herzogtum Warschau und Kongresspolen. Er studierte Jura und Geschichte an Maria-Curie-Skłodowska-Universität. Seine Doktorarbeit (1977) lautete: „Sądownictwo administracyjne w Królestwie Polskim 1815–1867“ (Die Verwaltungsgerichtsbarkeit in Königreich Polen 1815–1867). Die Habilitation: „Komisja Rządowa Sprawiedliwości w Królestwie Polskim 1815–1876“ (Die Regierungskommission der Justiz in Königreich Polen 1815–1876) (1986). Ordentliche Professur für Rechtswissenschaft bekam er 2002. Ein wichtiges war sein Buch über polnische Juristen des 19. Jahrhunderts: „Aleksander This i Jan Kanty Wołowski. Wybitni prawnicy Królestwa Polskiego“ (Aleksander This und Jan Kanty Wołowski. Hervorragende Juristen des Königreichs Polen) (2001).
Zuerst arbeitete er unter der Leitung von Professor Józef Mazurkiewicz. Die Leitung des Lehrstuhls nahm er nach Professor Artur Korobowicz in 2008. 2016 übergab er die Leitung des Lehrstuhls für Andrzej Wrzyszcz.
In der letzten Periode seiner wissenschaftlichen Arbeit beschäftigt er sich mit der Verwaltungsgeschichte. Er schrieb das Lehrbuch: „Historia administracji w Polsce 1764–1989“ (Die Verwaltungsgeschichte in Polen 1764–1989) (1. Aufl. 2007) und eine Reihe von Artikeln, z. B.: „The Beginnings of Penal Fiscal Law – the Prussian Model and its Transformations in the Warsaw Duchy and in the Kingdom of Poland until the Sixties of the 19th c.“